# Siphesihle Mkhize
Siphesihle Mkhize (Umlazi, 5 febbraio 1999) è un calciatore sudafricano, centrocampista del Sekhukhune United.

## Caratteristiche tecniche
È un mediano.

## Carriera

### Club
Nel 2019 ha esordito nella prima divisione sudafricana con l'Ajax Cape Town, segnando una rete in 26 presenze; nell'estate del 2020 è tornato ai M. Sundowns, club in cui fino all'anno precedente aveva giocato a livello giovanile, e con cui nella stagione 2020-2021 ha vinto il campionato.

### Nazionale
Con la nazionale Under-20 sudafricana ha preso parte al campionato mondiale di calcio Under-20 2019.
Esordisce in nazionale maggiore per la prima volta il 28 luglio 2019, nella gara persa 3-2 contro il Lesotho.

## Palmarès

### Club

#### Competizioni nazionali
- Premier Division: 1

Mamelodi Sundowns: 2020-2021